# ジュグロン-3-モノオキシゲナーゼ
ジュグロン-3-モノオキシゲナーゼ（juglone 3-monooxygenase）は、次の化学反応を触媒する酸化還元酵素である。
5-ヒドロキシ-1,4-ナフトキノン + 還元型受容体 + O2 {\displaystyle \rightleftharpoons } 3,5-ジヒドロキシ-1,4-ナフトキノン + 受容体 + H2O
この酵素の基質は5-ヒドロキシ-1,4-ナフトキノン、還元型受容体とO2で、生成物は3,5-ジヒドロキシ-1,4-ナフトキノン、受容体とH2Oである。
この酵素は酸化還元酵素に属し、基質に特異的に作用する。酸素は酸化剤として還元されると同時に基質に取り込まれる。組織名は	5-hydroxy-1,4-naphthoquinone,hydrogen-donor:oxygen oxidoreductase (3-hydroxylating)で、別名にjuglone hydroxylase、naphthoquinone hydroxylase、naphthoquinone-hydroxylaseがある。